# Ágnes Nemes Nagy
Ágnes Nemes Nagy (ur. 3 stycznia 1922 w Budapeszcie, zm. 23 sierpnia 1991 tamże) – węgierska poetka, eseistka, tłumaczka literatury, redaktorka.

## Życiorys
Odbyła studia na wydziale humanistycznym Uniwersytetu w Budapeszcie. Przez kilka lat zatrudniona była w redakcji periodyku pedagogicznego pt. „Köznevelés”. Doświadczenie uzyskała także w pracy nauczycielskiej. Zawód ten wykonywała do 1957. Po II wojnie światowej współredagowała czasopismo „New Moon”.
Debiut literacki Nemes Nagy stanowił zbiór poezji „W podwójnym świecie” („Kettős világban”), wydany w 1946, książka ta została wyróżniona nagrodą Baumgartena. Twórczość węgierskiej poetki obejmuje liryka intelektualna poświęcona przede wszystkim problemom egzystencji. Drugi tom wierszy wydała pod tytułem „Błyskanie na pogodę” („Szárazvillám”). W 1967 ukazał się zbiór liryk „Przesilenie” („Napforduló”), dwa lata później „Konie i anioły” („A lovak és az angyalok”). W 1979 wydano tom poezji dla dzieci „Fontanna” („Szökőkúṭ”).
Ágnes Nemes Nagy przekładała twórczość A. Mickiewicza, J. Słowackiego, W. Broniewskiego, P. Corneille’a, J. Racine’a, Moliera, B. Brechta.